# Plebiscito del Tirolo
Il plebiscito del Tirolo del 1921 fu un plebiscito tenutosi il 24 aprile. Indetto dal Land del Tirolo sottoponeva ai suoi abitanti la questione dell’annessione alla Germania.
L'iniziativa, in contrasto con il trattato di Saint-Germain e la costituzione federale, non fu riconosciuta dal governo austriaco e non ebbe seguito.

## Storia
A conclusione della prima guerra mondiale venne attribuito al Regno d’Italia tutto il Tirolo meridionale fino allo spartiacque alpino. L’Austria era quindi ridotta a una piccola repubblica alpina e il suo peso diplomatico si presentava assai debole.
Il principale interesse del Tirolo settentrionale, successivamente alla fine del conflitto, era la fine dell’occupazione italiana del Tirolo meridionale e il ripristino dell’unità della provincia. Per questo motivo, le élite tirolesi rimasero volutamente irresolute, disposte a seguire qualsiasi politica che potesse raggiungere questo obiettivo. Così all’interno della Tiroler Volkspartei, partito allora dominante, venne respinta la politica dell’Anschluss promossa dal governo centrale, prendendo in considerazione ogni possibile alternativa, inclusa l’ipotesi di un Tirolo indipendente legato in un’unione blanda con la Svizzera o con l’Italia.
Alla fine del 1919, con la conferma della proibizione dell’Anschluss da parte del Trattato di Saint-Germain, le tattiche tirolesi furono deliberatamente rovesciate. A quel punto, l’Anschluss con la Germania, o meglio con la Baviera, sembrò alla maggior parte della leadership tirolese l’unica speranza sia di riottenere il Tirolo meridionale, sia di sfuggire alla miseria economica dilagante.
Il 20 gennaio 1921 il Landtag del Tirolo indisse il voto sull'Anschluss con la Germania fissando la data per il 27 febbraio. Il 25 febbraio la data fu rinviata al 24 aprile. Il governo federale austriaco si oppose all'iniziativa che definì illegale, in quanto contraria sia alla costituzione federale che al trattato di Saint-Germain. Tuttavia, il Landtag confermò il suo progetto il 15 marzo 1921.
Lo stesso giorno del voto tirolese, a Bolzano, ebbe luogo la cosiddetta "domenica di sangue". Una spedizione di camice nere contro la presunta "tendenza pangermanistica" della città nel giorno del plebiscito attaccò il corteo di inaugurazione della fiera campionaria di Bolzano provocando un morto e diversi feriti.
Anche nel Salisburghese il governo regionale fece indire un plebiscito per l'annessione alla Germania. Inizialmente previsto lo stesso giorno della consultazione in Tirolo venne poi posticipato al 29 maggio. Il risultato, non riconosciuto dal governo federale, fu anche qui plebiscitario a favore dell'annessione.

## Modalità di voto
Il plebiscito fu segnato da gravi irregolarità che ne compromisero il voto. Fu contestato che vi furono manipolazioni del voto, violazioni della segretezza del voto e una forte influenza tedesca. Inoltre, le norme sul diritto di voto erano estremamente permissive, consentendo la partecipazione anche a chi si registrò poco prima del plebiscito o risiedeva fuori dal Tirolo, aprendo la strada ad abusi su larga scala.
Le schede bianche ufficiali dovevano essere compilate dall'elettore scrivendo "Ja" o "Nein" per poi essere consegnate piegate ad un funzionario che le poneva nell'urna. Schede precompilate per il “Ja” venivano però anche distribuite nei seggi dai comitati promotori.

## Risultati
| Opzioni di voto | Voti    | %      |
| --------------- | ------- | ------ |
| Sì              | 145.302 | 98,77% |
| No              | 1.805   | 1,23%  |
| Totale          | 147.107 | 100%   |

Fonte: Democrazia Diretta